# Andrej Sobolev
Andrej Andrejevitsj Sobolev (Tasjtagol, 27 november 1989) is een Russische snowboarder. Sobolev vertegenwoordigde zijn vaderland op de Olympische Winterspelen 2014 in Sotsji. Hij nam onder olympische vlag deel aan de Olympische Winterspelen 2018 in Pyeongchang. Hij is de broer van snowboardster Natalja Soboleva.

## Carrière
Sobolev maakte zijn wereldbekerdebuut in februari 2007 in Sjoekolovo. In oktober 2009 scoorde hij in Landgraaf zijn eerste wereldbekerpunten. Op de FIS wereldkampioenschappen snowboarden 2011 in La Molina eindigde de Rus als 28e op zowel de parallelslalom als de parallelreuzenslalom. In maart 2011 behaalde Sobolev in Moskou zijn eerste toptienklassering in een wereldbekerwedstrijd. In januari 2012 stond hij in Jauerling voor de eerste maal in zijn carrière op het podium van een wereldbekerwedstrijd. In Stoneham nam de Rus deel aan de FIS wereldkampioenschappen snowboarden 2013. Op dit toernooi eindigde hij als veertiende op de parallelslalom en als zeventiende op de parallelreuzenslalom. Tijdens de Olympische Winterspelen van 2014 in Sotsji eindigde Sobolev als negende op de parallelreuzenslalom en als 27e op de parallelslalom.
Op de FIS wereldkampioenschappen snowboarden 2015 in Kreischberg werd hij wereldkampioen op de parallelreuzenslalom, op de parallelslalom sleepte hij de zilveren medaille in de wacht. Op 7 februari 2015 boekte de Rus in Sudelfeld zijn eerste wereldbekerzege. In het seizoen 2015/2016 won Sobolev de wereldbeker parallelreuzenslalom. In de Spaanse Sierra Nevada nam hij deel aan de FIS wereldkampioenschappen snowboarden 2017. Op dit toernooi veroverde hij de bronzen medaille op de parallelslalom, op de parallelreuzenslalom eindigde hij op de 33e plaats. Tijdens de Olympische Winterspelen van 2018 in Pyeongchang eindigde de Rus als achttiende op de parallelreuzenslalom.
Op de FIS wereldkampioenschappen snowboarden 2019 in Park City eindigde Sobolev als dertiende op de parallelreuzenslalom, op de parallelslalom werd hij gediskwalificeerd. In het seizoen 2018/2019 won hij de wereldbeker parallel. In Rogla nam de Rus deel aan de FIS wereldkampioenschappen snowboarden 2021. Op dit toernooi behaalde hij de bronzen medaille op de parallelreuzenslalom en eindigde hij als vierde op de parallelslalom.

## Resultaten

### Olympische Winterspelen
| Jaar | Plaats      | Resultaten                                 |
| ---- | ----------- | ------------------------------------------ |
| 2014 | Sotsji      | 27e Parallelslalom 9e Parallelreuzenslalom |
| 2018 | Pyeongchang | 18e Parallelreuzenslalom                   |

### Wereldkampioenschappen
| Jaar | Plaats        | Resultaten                                  |
| ---- | ------------- | ------------------------------------------- |
| 2011 | La Molina     | 28e Parallelslalom 28e Parallelreuzenslalom |
| 2013 | Stoneham      | 14e Parallelslalom 17e Parallelreuzenslalom |
| 2015 | Kreischberg   | Parallelslalom · Parallelreuzenslalom       |
| 2017 | Sierra Nevada | Parallelslalom · 33e Parallelreuzenslalom   |
| 2019 | Park City     | DSQ Parallelslalom 13e Parallelreuzenslalom |
| 2021 | Rogla         | 4e Parallelslalom · Parallelreuzenslalom    |

### Wereldbeker
Eindklasseringen
| Seizoen   | Algm | PAR   | PSL    | PGS   |
| --------- | ---- | ----- | ------ | ----- |
| 2009/2010 | 130e | 37e   | –      | –     |
| 2010/2011 | 45e  | 25e   | –      | –     |
| 2011/2012 | –    | 16e   | –      | –     |
| 2012/2013 | –    | 22e   | 27e    | 20e   |
| 2013/2014 | –    | 15e   | 13e    | 18e   |
| 2014/2015 | –    | 4e    | 5e     | Brons |
| 2015/2016 | –    | Brons | 15e    | Goud  |
| 2016/2017 | –    | 11e   | 8e     | 15e   |
| 2017/2018 | –    | 4e    | 6e     | 5e    |
| 2018/2019 | –    | Goud  | Zilver | 4e    |
| 2019/2020 | –    | 4e    | 9e     | 4e    |

Wereldbekerzeges
| Datum            | Plaats            | Onderdeel            |
| ---------------- | ----------------- | -------------------- |
| 7 februari 2015  | Sudelfeld         | Parallelreuzenslalom |
| 23 januari 2016  | Rogla             | Parallelreuzenslalom |
| 17 december 2016 | Cortina d'Ampezzo | Parallelslalom       |
| 14 december 2018 | Carezza           | Parallelreuzenslalom |
| 26 januari 2019  | Moskou            | Parallelslalom       |
| 11 januari 2020  | Scuol             | Parallelreuzenslalom |